# Qualificazioni alla Coppa del Mondo di rugby 2003 - Europa
Le qualificazioni europee alla Coppa del Mondo di rugby 2003 si tennero tra il 2000 e il 2002 e riguardarono 32 squadre nazionali europee che dovettero esprimere 4 qualificate direttamente alla Coppa e destinarne una ai ripescaggi intercontinentali.
Alla Coppa del Mondo di rugby 2003 furono ammesse di diritto le otto squadre quartifinaliste dell'edizione del 1999; per quanto riguarda le squadre europee di prima fascia Francia, Galles, Inghilterra e Scozia furono quindi esentate dalle gare di qualificazione, che riguardarono invece Irlanda e Italia, le quali furono ammesse direttamente all'ultimo dei quattro turni previsti; gli altri tre turni riguardarono le altre 30 squadre europee e coincisero con due consecutive edizioni del campionato europeo di rugby, quella del 2000-01 e quella del 2001-02.
Alla fine delle qualificazioni furono ammesse direttamente alla Coppa del Mondo, nell'ordine, Irlanda, Italia, Romania e Georgia; la Russia, pur vincente nello spareggio dei ripescaggi contro la Spagna, fu squalificata dalla competizione per irregolarità nel tesseramento di giocatori assimilati; fu quindi la formazione iberica ad aggiudicarsi la possibilità di accedere alla Coppa tramite i ripescaggi intercontinentali.

## Criteri di qualificazione
Il torneo di qualificazione fu ripartito in quattro turni.
Il primo turno coincise con la disputa del campionato europeo 2000-01; il secondo turno altresì con la disputa del campionato 2001-02; il terzo turno fu un torneo a 6 squadre che si disputò tra maggio e giugno 2002, e il quarto turno tra settembre e ottobre 2002.
- Primo turno (settembre 2000 ― giugno 2001): 18 squadre della 3ª divisione del campionato europeo 2000-01 furono ripartite in 3 gironi da 6 squadre ciascuna; le migliori 4 squadre della classifica aggregata dei tre gironi furono ammesse al secondo turno, coincidente per esse con la 2ª divisione del torneo 2001-02.
- Secondo turno (settembre 2001 ― aprile 2002): 6 squadre della 1ª divisione e 10 squadre (comprese le 4 classificate del primo turno) della 2ª divisione del campionato europeo 2001-02;
  - le prime due classificate della 1ª divisione furono ammesse al quarto turno;
  - le squadre dalla terza alla sesta della classifica aggregata della 1ª divisione furono ammesse al terzo turno;
  - le prime due classificate della 2ª divisione furono parimenti ammesse al terzo turno.
- Terzo turno (maggio ― giugno 2002): le 6 squadre classificate dal secondo turno furono ripartite in due gironi, ognuno dei quali comprendeva due qualificate dalla 1ª divisione e una dalla 2ª divisione. Le vincitrici di ogni girone furono ammesse al quarto turno finale.
- Quarto turno (settembre ― ottobre 2002): 6 squadre ripartite in due gironi. Ogni girone fu composto da una delle due ammesse di diritto a quel turno, Irlanda e Italia, una delle due qualificate al quarto turno direttamente dalla prima divisione del campionato 2001-02, e una delle provenienti dal terzo turno. Le prime due classificate di ogni girone furono ammesse alla Coppa del Mondo, mentre la loro classifica aggregata ne stabilì l'ordine di classificazione; le ultime due classificate di ogni girone disputarono uno spareggio per stabilire la squadra europea da destinare ai ripescaggi.

## Situazione prima degli incontri di qualificazione
| Primo turno | Secondo turno | Terzo turno | Quarto turno | Qualificate |
| --- | --- | --- | --- | --- |
| 3ª div. campionato europeo 2000-01 - Andorra - Austria - Belgio - Bosnia ed Erzegovina - Bulgaria - Israele - Jugoslavia - Lettonia - Lituania - Lussemburgo - Malta - Moldavia - Monaco - Norvegia - Slovenia - Svezia - Svizzera - Ungheria | 1ª div. campionato europeo 2001-02 - Georgia - Paesi Bassi - Portogallo - Romania - Russia - Spagna 2ª div. campionato europeo 2001-02 - Rep. Ceca - Croazia - Danimarca - Germania - Polonia - Ucraina - Qualificata dal 1º turno - Qualificata dal 1º turno - Qualificata dal 1º turno - Qualificata dal 1º turno | Girone A: - 3ª class. 1ª div. 2001-02 - 6ª class. 1ª div. 2001-02 - 1ª class. 2ª div. 2001-02 Girone B: - 4ª class. 1ª div. 2001-02 - 5ª class. 1ª div. 2001-02 - 2ª class. 2ª div. 2001-02 | Girone A: - Irlanda - 2ª class. 1ª div. 2001-02 - Qualificata dal 3º turno Girone B: - Italia - 1ª class. 1ª div. 2001-02 - Qualificata dal 3º turno | Qualificate direttamente: - 1ª class. girone A - 1ª class. girone B - 2ª class. girone A - 2ª class. girone B Ai ripescaggi interzona: - Vincente spareggio terze class. gironi A-B |

## Primo turno

### Esito del primo turno
- Svezia, Lettonia, Svizzera e Belgio: qualificate al secondo turno come le quattro migliori classificate della 3ª divisione del campionato europeo 2000-01

## Secondo turno

### Esito del secondo turno
- Romania e Georgia: qualificate al quarto turno come prime due classificate della prima divisione del campionato europeo 2001-02
- Russia, Spagna, Portogallo e Paesi Bassi: qualificate al terzo turno come classificate dal terzo al sesto posto della prima divisione del campionato europeo 2001-02
- Polonia e Rep. Ceca: qualificate al terzo turno come prime due classificate della seconda divisione del campionato europeo 2001-02

## Terzo turno

### Girone A
| Data      | Incontro                | Risultato | Sede      |
| --------- | ----------------------- | --------- | --------- |
| 5-5-2002  | Rep. Ceca ― Russia      | 18-37     | Praga     |
| 19-5-2002 | Paesi Bassi ― Rep. Ceca | 12-54     | Amsterdam |
| 1-6-2002  | Russia ― Paesi Bassi    | 65-3      | Mosca     |

#### Classifica
| Pos | Squadra     | G | V | N | P | PF  | PS  | DP   | Pt |
| --- | ----------- | - | - | - | - | --- | --- | ---- | -- |
| 1   | Russia      | 2 | 2 | 0 | 0 | 102 | 21  | +81  | 4  |
| 2   | Rep. Ceca   | 2 | 1 | 0 | 1 | 72  | 49  | +23  | 2  |
| 3   | Paesi Bassi | 2 | 0 | 0 | 2 | 15  | 119 | −104 | 0  |

### Girone B
| Data      | Incontro             | Risultato | Sede    |
| --------- | -------------------- | --------- | ------- |
| 4-5-2002  | Polonia ― Spagna     | 27-15     | Gdynia  |
| 18-5-2002 | Portogallo ― Polonia | 39-26     | Lisbona |
| 2-6-2002  | Spagna ― Portogallo  | 34-21     | Madrid  |

#### Classifica
| Pos | Squadra    | G | V | N | P | PF | PS | DP | Pt |
| --- | ---------- | - | - | - | - | -- | -- | -- | -- |
| 1   | Spagna     | 2 | 1 | 0 | 1 | 49 | 48 | +1 | 2  |
| 2   | Portogallo | 2 | 1 | 0 | 1 | 60 | 60 | 0  | 2  |
| 3   | Polonia    | 2 | 1 | 0 | 1 | 53 | 54 | −1 | 2  |

### Esito del terzo turno
- Russia e Spagna: qualificate al quarto turno

## Quarto turno
Il girone A, composto da Irlanda, Georgia e Russia, fu in pratica uno spareggio tra le due Nazionali ex-sovietiche, essendo gli irlandesi favoriti assoluti per la qualificazione; rispettando il pronostico, la squadra di Eddie O'Sullivan batté infatti i russi a Krasnojarsk per 35-3 e nel secondo incontro, una settimana più tardi a Dublino, si assicurò la promozione matematica battendo la Georgia per 63-14 e ponendo le basi per classificarsi come prima europea.
L'incontro decisivo a Tbilisi tra Georgia e Russia fu vinto per 17-13 dalla prima, che così guadagnò anche la sua prima qualificazione assoluta alla rassegna mondiale.
Il girone B vide altresì fronteggiarsi Italia, Romania e Spagna, storiche avversarie di Coppa Europa: il primo incontro del girone si tenne a Valladolid tra italiani e spagnoli, i quali decisero di organizzare, in spregio alle richieste dell'IRB, la partita alle 12:30 del 22 settembre, citando esigenze televisive e tentando di avvantaggiarsi del clima caldo della zona; per ovviare a tale inconveniente il C.T. degli Azzurri John Kirwan fece anticipare gli allenamenti a mezzogiorno per abituare la squadra alle inattese condizioni meteorologiche e il lavoro effettuato si concretizzò già alla fine del primo tempo della partita, quando l’Italia era già avanti per 24-3 e terminò con il punteggio di 50-3; più faticoso del previsto, invece, l’incontro interno con la Romania a Parma una settimana più tardi, vinto 25-17 grazie soprattutto alla precisione al piede di Gert Peens autore di 20 punti, frutto di sei piazzati e una trasformazione su meta di Andrea Lo Cicero.
La questione tra Romania e Spagna si risolse a favore della prima, che a Iași vinse per 67-6 una partita mai in discussione.
La Spagna, a zero punti, raggiunse quindi la Russia nello spareggio per decidere la squadra europea da destinare ai ripescaggi intercontinentali.

### Girone A
| Arbitro: | Joël Jutge |

|              |      |                                         |
|              | mt   | 2’, 28’ G. Dempsey 53’ Wood 61’ O'Kelly |
|              | tr   | 28’, 53’, 61’ O'Gara                    |
| 78’ Pieterse | c.p. | 24’, 25’, 61’ O'Gara                    |

| Arbitro: | Nigel Williams |

|                                                                    |      |                        |
| G. Dempsey S. Easterby G. Easterby Hickie Maggs O'Driscoll Quinlan | mt   | Khamashuridze Katsadze |
| O'Gara (5) D. Humphreys                                            | tr   | Urjukashvili (2)       |
| O'Gara (3)                                                         | c.p. |                        |

| Arbitro: | Alain Rolland |

|              |      |         |
| Tsabadze     | mt   | Račkov  |
|              | tr   | Simonov |
| Urjukashvili | c.p. | Simonov |
|              | drop | Račkov  |

#### Classifica girone A
|  | Squadra | G | V | N | P | P+ | P- | diff. | PT |
|  | ------- | - | - | - | - | -- | -- | ----- | -- |
|  | Irlanda | 2 | 2 | 0 | 0 | 98 | 17 | +81   | 4  |
|  | Georgia | 2 | 1 | 0 | 1 | 31 | 76 | -45   | 2  |
|  | Russia  | 2 | 0 | 0 | 2 | 16 | 52 | -36   | 0  |

### Girone B
| Arbitro: | Nigel Williams |

|                 |      | |
|                 | mt   | 19’ D. Dallan 28’ De Rossi 33’ Stoica 45’ Troncon 54’ Mauro Bergamasco 80’ Barbini 80'+3’ Pozzebon |
|                 | tr   | 19’, 28’, 33’, 45’, 54’ Peens 80'+3’ Scanavacca                                                    |
| 40’ Díez Molina | c.p. | 12’ Peens                                                                                          |

| Arbitro: | Donal Courtney |

|                                  |      |                         |
| 21’ Lo Cicero                    | mt   | 31’ Corodeanu 39’ Sîrbu |
| 21’ Peens                        | tr   | 31’, 39’ Tofan          |
| 4’, 8’, 34’, 47’, 60’, 66’ Peens | c.p. | 42’ Tofan               |

| Arbitro: | David Lewis |

|                                                                                            |      |                  |
| 4’ Brezoianu 14’ Țincu 22’ Tonița 43’, 51’ Tofan 50’, 79’ Săuan 57’ Gontineac 62’ Toderașc | mt   |                  |
| 4’, 14’, 22’, 43’, 50’, 51’, 57’, 62’ Tofan                                                | tr   |                  |
| 8’, 49’ Tofan                                                                              | c.p. | 30’, 31’ Cascara |

#### Classifica girone B
|  | Squadra | G | V | N | P | P+ | P-  | diff. | PT |
|  | ------- | - | - | - | - | -- | --- | ----- | -- |
|  | Italia  | 2 | 2 | 0 | 0 | 75 | 20  | 55    | 4  |
|  | Romania | 2 | 1 | 0 | 1 | 84 | 31  | 53    | 2  |
|  | Spagna  | 2 | 0 | 0 | 2 | 9  | 117 | -108  | 0  |

### Esito del quarto turno
- Irlanda, Italia, Georgia e Romania: qualificate alla Coppa del Mondo
- Spagna e Russia: allo spareggio per l'accesso ai ripescaggi interzona

## Spareggio per i ripescaggi
Russia e Spagna furono le due squadre che si disputarono l'accesso ai ripescaggi; la partita di andata, che si tenne il 26 ottobre 2002 allo Stadio dell'Università Complutense di Madrid, vide la Russia prevalere nettamente e ipotecare il passaggio del turno con un 36-3 frutto di 6 mete contro nessuna degli iberici; ciononostante, la Spagna, nel ritorno disputato a Krasnodar il 23 novembre successivo, riscattò in parte la sconfitta e, se pure non riuscì a volgere a suo favore l’esito della qualificazione, vinse l’incontro per 38-22, marcando a propria volta 6 mete, anche se ne subì 3 da parte russa.
Tuttavia, già prima dell'incontro la federazione spagnola aveva presentato un reclamo ufficiale presso l'International Rugby Board affinché quest'ultima indagasse sull'effettiva idoneità di tre giocatori sudafricani, Werner Pieterse, Johan Hendriks e Renier Volschenk, a rappresentare la Russia a livello internazionale.
Il ricorso spagnolo fu preso in esame e il 23 gennaio 2003, dopo la richiesta disattesa da parte dell'IRB alla federazione russa di fornire prove documentali che i tre giocatori sudafricani avessero almeno un ascendente fino al secondo grado di nazionalità russa, l'organismo mondiale decise di squalificare la squadra e multare la Federazione di 75000 £ e contestualmente di ammettere la Spagna all'incontro di ripescaggio contro la Tunisia, avversario che la Russia avrebbe dovuto incontrare.

### Incontri di spareggio
| Arbitro: | Tony Spreadbury |

|             |      |                                                          |
|             | mt   | 2’ Gračev 27’, 45’, 60’ Pieterse 36’ Simonov 76’ Sergeev |
|             | tr   | 27’, 45’, 76’ Simonov                                    |
| Ventura 26’ | c.p. |                                                          |

| Arbitro: | Jonathan Kaplan |

|                                       |      |                                                         |
| Kuzmenko 23’ Saryčev 68’ Pieterse 71’ | mt   | 8’, 11’ Loubsens 17’, 53’ Beltrán 28’ Martín 49’ Enciso |
| Simonov 68’, 71’                      | tr   | 11’, 19’, 28’, 53’ Cascara                              |
| Pieterse 10’                          | drop |                                                         |

### Esito degli spareggi
- Spagna: ammessa ai ripescaggi interzona per squalifica della Russia a causa di irregolarità sul tesseramento di giocatori assimilabili[2].

## Quadro generale delle qualificazioni
In grassetto le squadre qualificate al turno successivo
| Primo turno | Secondo turno | Terzo turno                                                                            | Quarto turno                                                                                | Qualificate |
| --- | --- | -------------------------------------------------------------------------------------- | ------------------------------------------------------------------------------------------- | --- |
| 3ª div. campionato europeo 2000-01 - Andorra - Austria - Belgio - Bosnia ed Erzegovina - Bulgaria - Israele - Jugoslavia - Lettonia - Lituania - Lussemburgo - Malta - Moldavia - Monaco - Norvegia - Slovenia - Svezia - Svizzera - Ungheria | 1ª div. campionato europeo 2001-02 - Georgia (al 4º turno) - Paesi Bassi (al 3º turno) - Portogallo (al 3º turno) - Romania (al 4º turno) - Russia (al 3º turno) - Spagna (al 3º turno) 2ª div. campionato europeo 2001-02 - Rep. Ceca (al 3º turno) - Croazia - Danimarca - Germania - Polonia (al 3º turno) - Ucraina - Svezia - Lettonia - Svizzera - Belgio | Girone A: - Russia - Paesi Bassi - Rep. Ceca Girone B: - Spagna - Portogallo - Polonia | Girone A: - Irlanda - Georgia - Russia (squalificata) Girone B: - Italia - Romania - Spagna | Qualificate direttamente: - Irlanda (Europa 1) - Italia (Europa 2) - Romania (Europa 3) - Georgia (Europa 4) Ai ripescaggi interzona: - Spagna |